# Річковий скат кільцевий
Річковий скат кільцевий (Potamotrygon motoro) — скат з роду скатів родини Річкові скати. Інша назва «скат-павич».

## Опис
Загальна довжина досягає 55-80 см. Голова невелика. Тулуб та грудні плавці широкі та пласкі, утворюють коло. У самців червні плавці менші за розміром від плавців самиць, проте у самців вони товстіші. На хвості розташовані сильні голки (шипи) з отруйними залозами, які при уколі викликають сильне отруєння, що призводить до паралічу кінцівок. За рік трапляються до 1000 нещасних випадків, особливо це небезпечно для дітей. забарвлення спини світло-коричневе. зверху розташовані світлі кільця (нагадують також оченята) з чорною облямівкою. за цей скат отримав таку назву.

## Спосіб життя
Полюбляє мілководдя, де тримається піщаного та мулистого ґрунту. Доволі рухливий скат. Вдень заривається у ґрунт. Активно полює на здобич у нічний час. Живиться раками, двостулковими, равликами, черв'яками, дрібною рибою.
Це яйцеживородний скат. Самиця народжує 3-5 дитинчат після 3-6 місяців вагітності. Новонароджені з'являються 6-17 завдовжки.
Місцеве населення вживає цього ската в їжу.

## Розповсюдження
Мешкає у басейні річок Амазонка, Оріноко, Парана та Уругвай.